# Championnat des îles Féroé de football 2001
Navigation
Saison précédente Saison suivante
La saison 2001 du Championnat des îles Féroé de football était la 60e édition de la première division féroïenne à poule unique, la 1. Deild. Les dix meilleurs clubs du pays jouent les uns contre les autres à deux reprises durant la saison, à domicile et à l'extérieur. En fin de saison, le dernier du classement est relégué et remplacé par le champion de 2. Deild, tandis que l'avant-dernier dispute un barrage de promotion-relégation face au vice-champion de deuxième division.
La saison 2001 est entièrement dominée par le club du B36 Tórshavn. Le club remporte le 7e championnat de son histoire en terminant en tête du classement final, avec 4 points d'avance sur le GI Gota et 15 sur le B68 Toftir. Le tenant du titre, le VB Vagur ne prend que la 4e place, à 15 points du B36, qui réalise le doublé en remportant la Coupe des îles Féroé, après sa victoire en finale face au KÍ Klaksvík.

## Les 10 clubs participants
| - EB/Streymur - Promu de 2.Deild - KÍ Klaksvík - B68 Toftir - GI Gota - NSI Runavik | - VB/Sumba Vagur - HB Tórshavn - B71 Sandoy - FS Vagar - B36 Tórshavn |

## Compétition

### Classement
Le barème de points servant à établir le classement se décompose ainsi :
- Victoire : 3 points
- Match nul : 1 point
- Défaite : 0 point

| Rang | Équipe           | Pts | J  | G  | N | P  | Bp | Bc | Diff |
| ---- | ---------------- | --- | -- | -- | - | -- | -- | -- | ---- |
| 1    | B36 Tórshavn (C) | 46  | 18 | 15 | 1 | 2  | 55 | 15 | +40  |
| 2    | GI Gota          | 42  | 18 | 13 | 3 | 2  | 53 | 20 | +33  |
| 3    | B68 Toftir       | 31  | 18 | 9  | 4 | 5  | 39 | 25 | +14  |
| 4    | VB Vagur (T)     | 30  | 18 | 9  | 3 | 6  | 43 | 24 | +19  |
| 5    | NSI Runavik      | 28  | 18 | 8  | 4 | 6  | 23 | 21 | +2   |
| 6    | KÍ Klaksvík      | 25  | 18 | 8  | 1 | 9  | 27 | 38 | -11  |
| 7    | HB Torshavn      | 23  | 18 | 7  | 2 | 9  | 34 | 25 | +9   |
| 8    | EB/Streymur (P)  | 16  | 18 | 5  | 1 | 12 | 20 | 34 | -14  |
| 9    | B71 Sandoy       | 10  | 18 | 3  | 1 | 14 | 17 | 52 | -35  |
| 10   | FS Vagar         | 9   | 18 | 3  | 0 | 15 | 19 | 76 | -57  |

|  | Qualification pour la Ligue des champions 2002-2003                                              |
|  | Qualification pour la Coupe UEFA 2002-2003                                                       |
|  | Qualification pour la Coupe Intertoto 2002                                                       |
|  | Participation au barrage de promotion-relégation                                                 |
|  | Relégation en 2. Deild                                                                           |
|  | (T) Tenant du titre (C) Vainqueur de la Coupe des îles Féroé (P) Club promu de deuxième division |

### Matchs

#### Barrage de promotion-relégation
Le 9e de 1. Deild, le B71 Sandoy, affronte le vice-champion de 2. Deild, le Skala IF, lors d'un barrage disputé sous forme de rencontres aller-retour, afin d'obtenir une place parmi l'élite pour la saison prochaine. Le B71 pense avoir fait le plus dur en s'imposant à l'extérieur lors du match aller mais s'écroule (1-4) à domicile lors du retour; le club est relégué en D2 tandis que Skala IF est promu parmi l'élite.
| Équipe 1            | Résultat | Équipe 2              | Aller | Retour |
| ------------------- | -------- | --------------------- | ----- | ------ |
| Skala IF (2. Deild) | 4 - 2    | B71 Sandoy (1. Deild) | 0 - 1 | 4 - 1  |

## Bilan de la saison
| Championnat des îles Féroé de football 2001                 |                         |
| Champion                                                    | B36 Tórshavn (7e titre) |
| Coupes et trophées                                          |                         |
| Vainqueur de la Coupe des îles Féroé 2001                   | B36 Tórshavn            |
| Qualifications continentales                                |                         |
| Ligue des champions 2002-2003 Premier tour de qualification | B36 Tórshavn            |
| Coupe UEFA 2002-2003 Tour préliminaire                      | KÍ Klaksvík             |
| Coupe UEFA 2002-2003 Tour préliminaire                      | GI Gota                 |
| Coupe Intertoto 2002 Premier tour                           | B68 Toftir              |
| Promotions et relégations                                   |                         |
| Promus en 1. Deild                                          | TB Tvoroyri             |
| Promus en 1. Deild                                          | Skala IF                |
| Relégués en 2. Deild                                        | FS Vagar                |
| Relégués en 2. Deild                                        | B71 Sandoy              |